# Aulnoy-sur-Aube
Aulnoy-sur-Aube település Franciaországban, Haute-Marne megyében. Lakosainak száma 58 fő (2022. január 1.). Aulnoy-sur-Aube Germaines, Saint-Loup-sur-Aujon, Arbot és Bay-sur-Aube községekkel határos.

## Népesség
A település népességének változása:
| Lakosok száma | 40   | 57   | 49   | 65   | 52   | 50   | 51   | 54   | 55   | 58   |
|               | 1968 | 1982 | 1990 | 2006 | 2013 | 2015 | 2017 | 2019 | 2020 | 2022 |